# Fredrik Ahlgren (jurist)
Fredrik Ahlgren, född den 25 september 1865 i Landskrona, död den 31 juli 1940 i Lund, var en svensk jurist. 
Ahlgren utnämndes 1902 till häradshövding i Färs domsaga, vilket han förblev till sin pensionering 1935. Han var också under lång tid verkställande direktör i Färs härads sparbank i Sjöbo.